# Kabinett Hoffmann IV
Als Kabinett Hoffmann IV bezeichnet man die saarländische Landesregierung unter Ministerpräsident Johannes Hoffmann (CVP) vom 17. Juli 1954 bis zum 29. Oktober 1955.
Nachdem die Koalition aus CVP und SPS wegen Streitigkeiten um ein geplantes Betriebsverfassungsgesetz auseinandergebrochen war, regierte die CVP, die über die absolute Mehrheit im Landtag verfügte, alleine weiter. Dem neuen Kabinett von Johannes Hoffmann gehörten an:
| Amt                                                                                    | Name                            | Partei | Partei    |
| -------------------------------------------------------------------------------------- | ------------------------------- | ------ | --------- |
| Ministerpräsident                                                                      | Johannes Hoffmann               |        | CVP       |
| Minister für Kultus, Unterricht und Volksbildung                                       | Johannes Hoffmann               |        | CVP       |
| Minister für öffentliche Arbeiten und Wiederaufbau                                     | Johannes Hoffmann               |        | CVP       |
| Minister des Inneren                                                                   | Edgar Hector                    |        | CVP       |
| Minister der Justiz                                                                    | Erwin Müller                    |        | CVP       |
| Minister für Finanzen und Forsten                                                      | Paul Senf bis 6. September 1955 |        | parteilos |
| Minister für Arbeit und Wohlfahrt                                                      | Johann Klein                    |        | CVP       |
| Minister für Wirtschaft, Verkehr, Ernährung und Landwirtschaft                         | Franz Ruland                    |        | CVP       |
| Parlamentarischer Staatssekretär für Ernährung, Landwirtschaft und staatliche Hofgüter | Josef Kurtz                     |        | CVP       |